# Kasese
Kasese est une ville du sud-ouest de l'Ouganda, capitale du district de Kasese.

## Géographie

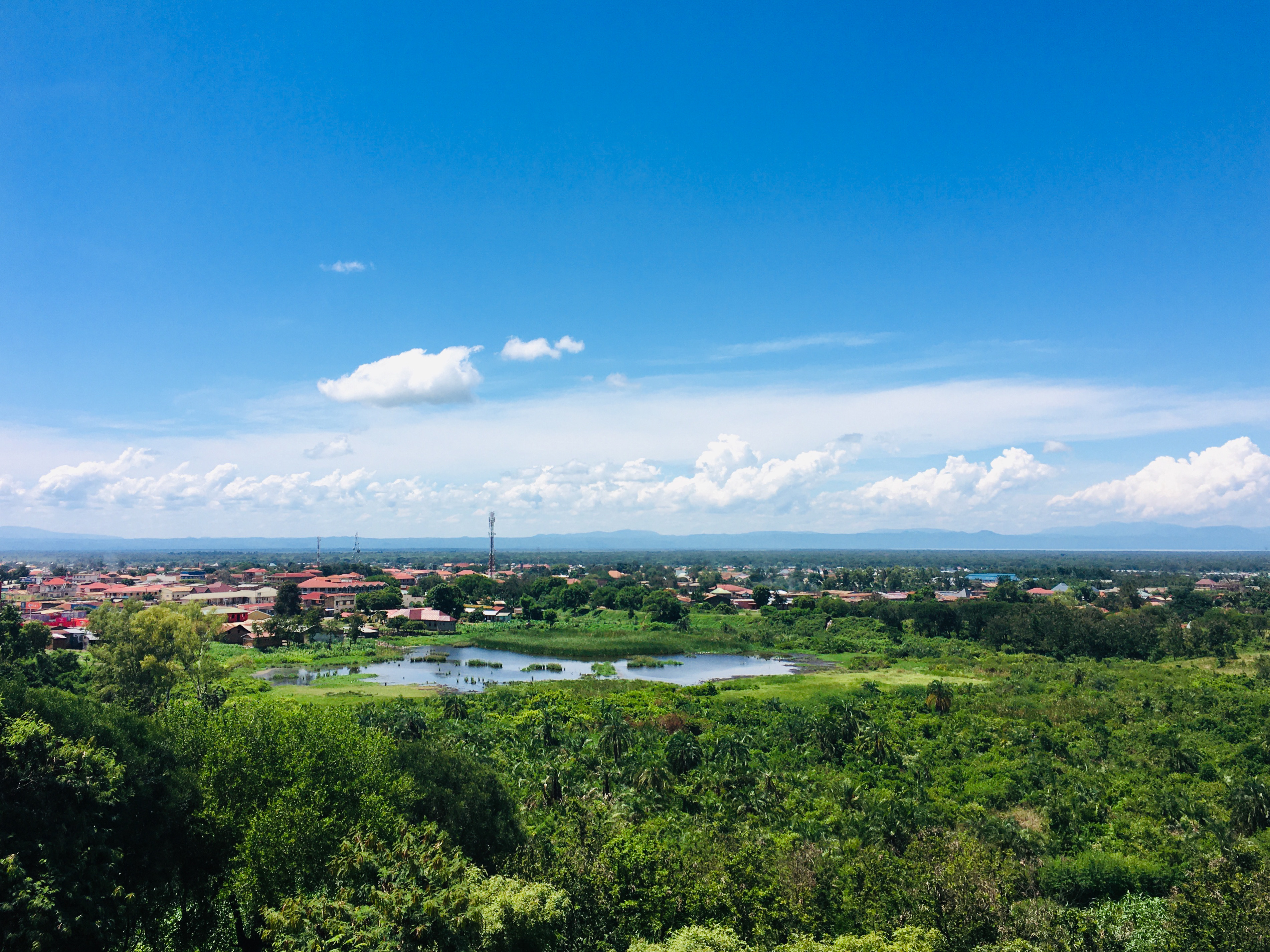
Panorama sur la ville de Kasese

## Source
- (en) Cet article est partiellement ou en totalité issu de l’article de Wikipédia en anglais intitulé « Kasese » (voir la liste des auteurs).